# Aufbruch Leipzig – Oktober 1989
Aufbruch Leipzig – Oktober 1989 ist ein Dokumentarfilm des DEFA-Studios für Dokumentarfilme von Georg Kilian aus dem Jahr 1990.

## Handlung
Im Oktober 1989 droht die Eskalation in den Leipziger Straßen in Gewalt umzuschlagen, die jedoch auch durch den Mut und die Zivilcourage ansässiger Persönlichkeiten verhindert werden kann. Im Film kommen diese zu Wort und berichten, wie Leipzig zum Ausgangspunkt der Erneuerung wurde, wie der Oktober verlief und welche Hoffnungen sich damit verbinden. So lassen sie dieses Werk zu einer Dokumentation eines wichtigen Umbruchs werden. Aufnahmen zeigen Ausschnitte von den Montagsdemonstrationen mit den bekannten Rufen nach Veränderung des politischen Systems in der DDR. Im Anschluss werden die Gespräche und Interviews mit folgenden bekannten Personen der Messestadt gezeigt:
- Hans-Wilhelm Ebeling, Pfarrer der Thomaskirche
- Christa Gottschalk, Schauspielerin am Schauspiel Leipzig
- Arno Rink, Maler – Rektor der Hochschule für Grafik und Buchkunst Leipzig
- Karl Czok: Historiker – Sächsische Akademie der Wissenschaften
- Gert Wohllebe: Generaldirektor – Kombinat Chemieanlagenbau Leipzig-Grimma
- Karl-Friedrich Lindenau: Herzchirurg – Karl-Marx-Universität Leipzig
- Bernd-Lutz Lange: Kabarettist – academixer
- Gunter Böhnke: Kabarettist – academixer
- Thomas Hendrich: Meister – Drehmaschinenwerk Leipzig
- Rolf-Michael Turek: Pfarrer der Markus-Kirch-Gemeinde

## Produktion
Aufbruch Leipzig – Oktober 1989 wurde von der Gruppe Kontakt unter dem Arbeitstitel Dokumentation Leipzig: Aktuelles Leipzig als Schwarzweißfilm gedreht.
Die Dramaturgie lag in den Händen von Georg Hentschel, das Szenarium stammte von Andreas Voigt und Gerd Kroske.